# Tony Wied

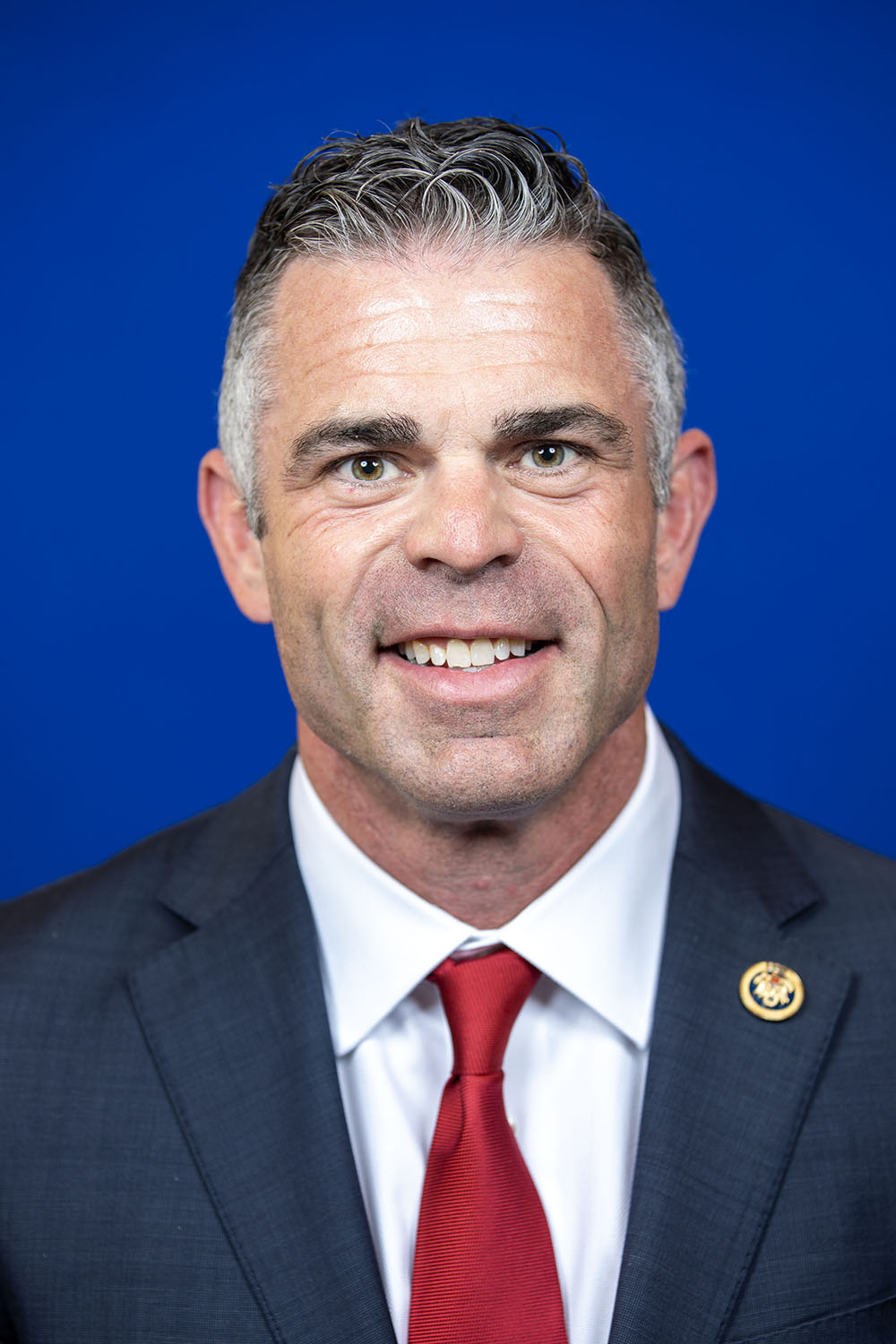
Tony Wied (2024)

Anthony "Tony" Christian Wied (* 3. Mai 1976 in Lincoln, Nebraska) ist ein US-amerikanischer Politiker der Republikanischen Partei. Seit dem 12. November 2024 vertritt er den 8. Kongresswahlbezirk Wisconsins im Repräsentantenhaus der Vereinigten Staaten.

## Werdegang und Persönliches
Wied wuchs in Ashwaubenon in Wisconsin auf. Nach seinem High-School-Abschluss besuchte er das St. Norbert College in De Pere, welches er 1998 abschloss. Dort war er auch Teil des College-Football-Teams. Im Anschluss betrieb er eine Kette von Tankstellen und Einkaufsläden, die er 2022 verkaufte.
Wied ist verheiratet und lebt mit seiner Frau und den vier gemeinsamen Söhnen in De Pere.

## US-Repräsentantenhaus
Im April 2024 kündigte Mike Gallagher, der Abgeordnete für den 8. Kongressbezirk Wisconsins an, von seinem Amt zurückzutreten. Wisconsins Gouverneur Tony Evers kündigte an, die erforderliche Nachwahl zeitgleich mit dem regulären Wahltermin zum nächsten US-Kongress im November 2024 anzusetzen. In den Vorwahlen der Republikanischen Partei konnte sich Wied gegen zwei weitere Kandidaten mit 42 % der Stimmen durchsetzen und wurde dabei von Donald Trump unterstützt.
Bei der Wahl am 5. November 2024 gewann er mit 57 % der Stimmen gegen seine demokratische Herausforderin Kristin Lyerly sowohl die Nachwahl für den Rest von Gallaghers Amtszeit, als auch für die volle Legislaturperiode des 119. Kongresses. Am 12. November 2024 wurde er in sein Amt eingeführt. Sein Wahlkreis liegt im Nordosten Wisconsins, umfasst die Metropolregion Green Bay und gilt als sicherer Sitz für die Republikaner.